# Großer Preis des Pazifiks (Motorrad)

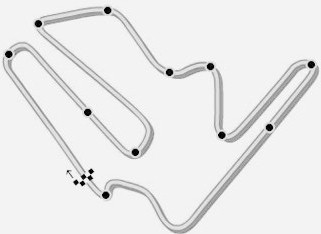
Streckengrafik des Twin Ring Motegi

Der Große Preis des Pazifiks für Motorräder war ein Motorrad-Rennen, das zwischen 2000 und 2003 viermal auf dem Twin Ring in Motegi, Japan ausgetragen wurde und zur Motorrad-Weltmeisterschaft zählte.
Rekordsieger ist der Spanier Toni Elías, der das Rennen zweimal gewinnen konnte.
In der Saison 2000 konnte sich der Italiener Roberto Locatelli in der 125-cm³-Klasse mit einem Sieg den einzigen WM-Titel seiner Laufbahn sichern.

## Statistik
| Auflage | Jahr | Strecke | Klasse  | Sieger                      | Zweiter                  | Dritter                     | Pole-Position               | Schn. Rennrunde             |
| ------- | ---- | ------- | ------- | --------------------------- | ------------------------ | --------------------------- | --------------------------- | --------------------------- |
| 1       | 2000 | Motegi  | 125 cm³ | Roberto Locatelli (Aprilia) | Emilio Alzamora (Honda)  | Simone Sanna (Aprilia)      | Roberto Locatelli (Aprilia) | Roberto Locatelli (Aprilia) |
| 1       | 2000 | Motegi  | 250 cm³ | Daijirō Katō (Honda)        | Shin’ya Nakano (Yamaha)  | Marco Melandri (Aprilia)    | Daijirō Katō (Honda)        | Shin’ya Nakano (Yamaha)     |
| 1       | 2000 | Motegi  | 500 cm³ | Kenny Roberts jr. (Suzuki)  | Valentino Rossi (Honda)  | Max Biaggi (Yamaha)         | Max Biaggi (Yamaha)         | Valentino Rossi (Honda)     |
|         |      |         |         |                             |                          |                             |                             |                             |
| 2       | 2001 | Motegi  | 125 cm³ | Yōichi Ui (Derbi)           | Manuel Poggiali (Gilera) | Dani Pedrosa (Honda)        | Yōichi Ui (Derbi)           | Yōichi Ui (Derbi)           |
| 2       | 2001 | Motegi  | 250 cm³ | Tetsuya Harada (Aprilia)    | Emilio Alzamora (Honda)  | Jeremy McWilliams (Aprilia) | Tetsuya Harada (Aprilia)    | Tetsuya Harada (Aprilia)    |
| 2       | 2001 | Motegi  | 500 cm³ | Valentino Rossi (Honda)     | Alex Barros (Honda)      | Loris Capirossi (Honda)     | Loris Capirossi (Honda)     | Valentino Rossi (Honda)     |
|         |      |         |         |                             |                          |                             |                             |                             |
| 3       | 2002 | Motegi  | 125 cm³ | Dani Pedrosa (Honda)        | Manuel Poggiali (Gilera) | Steve Jenkner (Aprilia)     | Dani Pedrosa (Honda)        | Dani Pedrosa (Honda)        |
| 3       | 2002 | Motegi  | 250 cm³ | Toni Elías (Aprilia)        | Marco Melandri (Aprilia) | Yūki Takahashi (Honda)      | Fonsi Nieto (Aprilia)       | Toni Elías (Aprilia)        |
| 3       | 2002 | Motegi  | MotoGP  | Alex Barros (Honda)         | Valentino Rossi (Honda)  | Loris Capirossi (Honda)     | Daijirō Katō (Honda)        | Alex Barros (Honda)         |
|         |      |         |         |                             |                          |                             |                             |                             |
| 4       | 2003 | Motegi  | 125 cm³ | Héctor Barberá (Aprilia)    | Casey Stoner (Aprilia)   | Andrea Dovizioso (Honda)    | Dani Pedrosa (Honda)        | Jorge Lorenzo (Derbi)       |
| 4       | 2003 | Motegi  | 250 cm³ | Toni Elías (Aprilia)        | Roberto Rolfo (Honda)    | Manuel Poggiali (Aprilia)   | Toni Elías (Aprilia)        | Toni Elías (Aprilia)        |
| 4       | 2003 | Motegi  | MotoGP  | Max Biaggi (Honda)          | Valentino Rossi (Honda)  | Nicky Hayden (Honda)        | Max Biaggi (Honda)          | Valentino Rossi (Honda)     |

## Verweise